# Дамашек, Камил
Камил Дамашек (чеш. Kamil Damašek; род. 22 сентября 1973, Жатец) — чешский легкоатлет, специалист по многоборьям. Выступал за сборные Чехословакии и Чехии по лёгкой атлетике в 1990-х годах, серебряный призёр Универсиады в Катании, победитель Кубка Европы в командном зачёте, многократный победитель и призёр первенств национального значения, участник летних Олимпийских игр в Атланте.

## Биография
Камил Дамашек родился 22 сентября 1973 года в городе Жатец, Чехословакия.
Занимался лёгкой атлетикой в Праге, проходил подготовку в столичном спортивном клубе «Дукла Прага».
Первых успехов как спортсмен добился в сезоне 1992 года, когда выиграл чемпионат Чехословакии в десятиборье и в составе чехословацкой национальной сборной выступил на юниорском мировом первенстве в Сеуле, где занял итоговое 12-е место.
После разделения Чехословакии представлял на международном уровне Чехию. Так, в 1993 году стал чемпионом Чехии в десятиборье и, будучи студентом, побывал на летней Универсиаде в Буффало, где финишировал шестым.
В 1994 году вновь был лучшим в зачёте национального первенства. На Кубке Европы по легкоатлетическим многоборьям в Лионе вместе со своими соотечественниками стал серебряным призёром в мужском командном зачёте.
В 1995 году защитил звание чемпиона Чехии в десятиборье. На Кубке Европы в Вальядолиде финишировал девятым в личном зачёте и помог чешским спортсменам выиграть командный зачёт.
В 1996 году стал восьмым в семиборье на чемпионате Европы в помещении в Стокгольме, занял 11-е место на международном турнире Hypo-Meeting в Австрии, тогда как на Кубке Европы в Лаге получил серебро и бронзу в личном и командном зачётах соответственно. Благодаря череде удачных выступлений удостоился права защищать честь страны на летних Олимпийских играх в Атланте — набрал в сумме всех дисциплин десятиборья 8229 очков (личный рекорд) и расположился в итоговом протоколе соревнований на 16-й строке.
После атлантской Олимпиады Дамашек остался в составе легкоатлетической команды Чехии на ещё один олимпийский цикл и продолжил принимать участие в крупнейших международных стартах. Так, в 1997 году он в четвёртый раз выиграл чешское национальное первенство, занял 15-е место на Hypo-Meeting, завоевал серебряную медаль на Универсиаде в Катании, взял бронзу и золото в личном и командном зачётах на Кубке Европы в Таллине.
В 1998 году на Кубке Европы в Таллине вновь был лучшим в командном зачёте.
В 1999 году добавил в послужной список ещё одну золотую медаль, выигранную в командном зачёте на Кубке Европы в Праге.